# Іскене
Іскене́ (каз. Ескене) — колишнє село у складі Макатського району Атирауської області Казахстану. Адміністративний центр та єдиний населений пункт Іскенинського сільського округу.
У радянські часи село називалось Іскінінський і мало статус смт.
Населення —  (2021; 528 у 2009, 484 у 1999,  у 1989).
У 2013 році ліквідоване.